# Brettener Straße 32 (Eppingen)

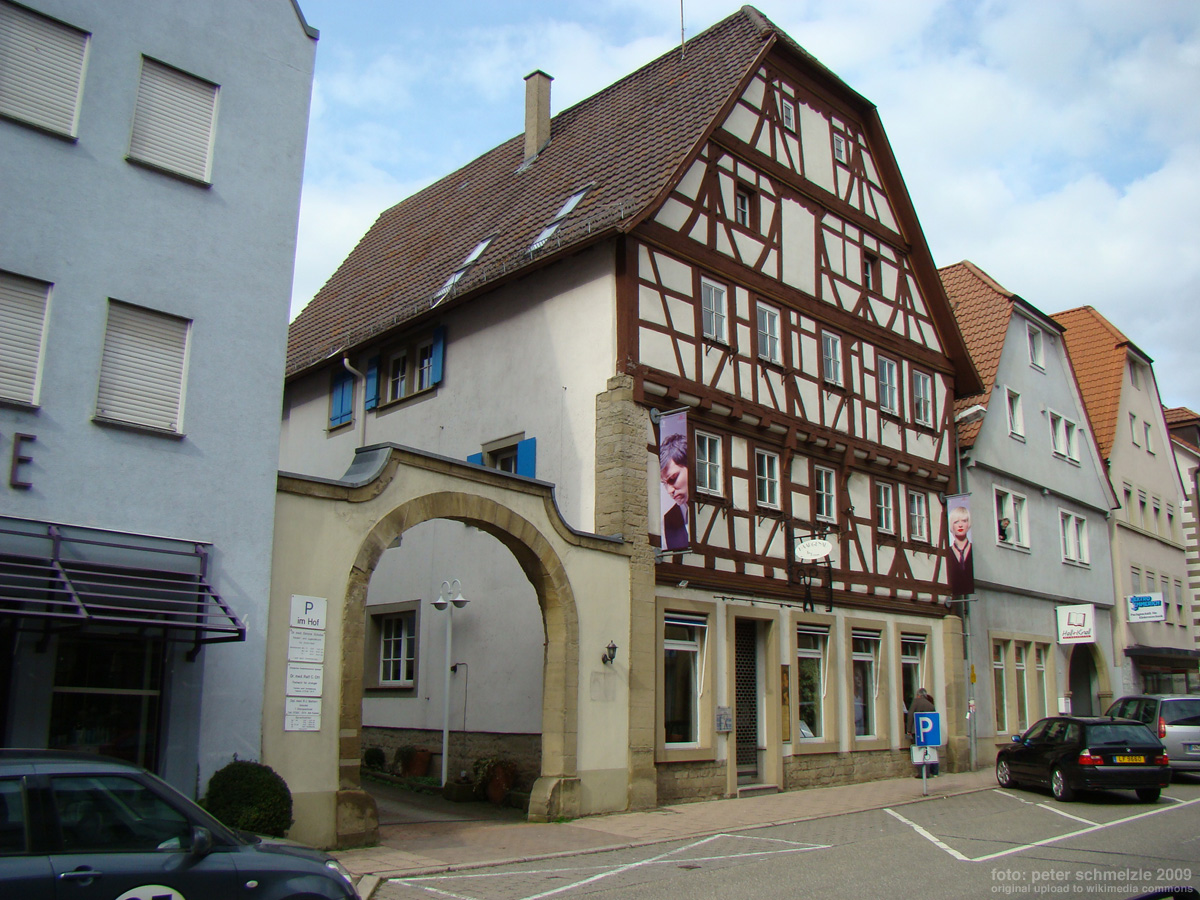
Fachwerkhaus Brettener Straße 32 in Eppingen

Das Fachwerkhaus in der Brettener Straße 32 in Eppingen, einer Stadt im Landkreis Heilbronn im nördlichen Baden-Württemberg, wurde Mitte des 16. Jahrhunderts errichtet. Das Gebäude ist als Kulturdenkmal geschützt.

## Beschreibung
Das Haus, das mit der Giebelseite zur Straße steht, besitzt drei Stockwerke und zwei Dachstöcke. Das Krüppelwalmdach wurde bei der Renovierung originalgetreu wiederhergestellt. Das Erdgeschoss, in dem sich ein Ladenlokal befindet, wurde nach modernen Vorstellungen umgebaut. 
Die Fachwerkstöcke kragen vor und die Balkenköpfe in den beiden unteren Stockwerken sind gut sichtbar. Der Fränkische Mann und kurze bzw. lange Fußstreben dienen zur Aussteifung. Die Ladeluke im Giebel, über die der Speicherraum genutzt wurde, ist zugemauert worden. Das große Fachwerkhaus besitzt keine besonderen Zierformen.